# Ludwig Maringer
Ludwig Hugo Hubert Maringer (* 2. Juni 1867 in Roermond; † 4. Oktober 1938 in der Justizvollzugsanstalt Plötzensee) war ein deutscher Kaufmann und Spion.
Maringer führte bis in die 1920er Jahre Antiquitätengeschäfte in London und Düsseldorf. Später lebte er zeitweise in den Niederlanden und in Paris, wo er von dem Nachrichtenmann Rodolphe Lemoine für den französischen Auslandsgeheimdienst Deuxième Bureau angeworben wurde.
Mitte der 1930er Jahre kehrte Maringer nach Deutschland zurück, wo er sich in Berlin niederließ. In der Folgezeit spionierte er deutsche Industriebetriebe, zumal solcher der Rüstungsindustrie, aus. Er verschickte Baupläne, Skizzen von Maschinen und ähnliche Industriegeheimnisse sowie Berichte über seine Beobachtungen nach Frankreich.
Im Jahr 1937 wurde Maringer von der Gestapo als Spion identifiziert und verhaftet. Er wurde vor Gericht gestellt, des Landesverrats für schuldig gefunden und zum Tode verurteilt. Da er mit Marie Catherine Kneup hingerichtet wurde, schrieb der Autor Koehler, dass beide zusammengearbeitet hätten. Tatsächlich gab es aber keinen Zusammenhang zwischen den beiden bis auf die Arbeit für den französischen Auslandsgeheimdienst.